# ゴーティマー・ギボン -ふしぎな日常-
『ゴーティマー・ギボン 〜ふしぎな日常〜』（英: Gortimer Gibbon's Life on Normal Street）は、アメリカ合衆国のテレビドラマシリーズ。Amazonビデオにおいて2014年2月6日より配信が開始され、2016年7月5日に最終話であるシーズン2パート2が配信された。

## あらすじ
静かな湖と薄暗い林を結ぶノーマル・ストリート。でもここで起きることは全然普通じゃない。
住人のゴーティマーと彼の親友、レンジャーとメルは不思議なことに遭遇するなかで、様々な教訓を得ていく。

### シーズン１
猛暑に襲われるノーマル・ストリート。ゴーティマ―は、盲目の老女ハドスピスさんにカエル退治を頼まれる。ハドスピスさんは、カエルに呪いをかけられていると言う。

### シーズン2パート1
ゴーティマー、メル、レンジャーの3人はティーンエイジャーになった。成長していく現実と、子供の世界にとどまりたい願いの間でもがくことになる。ゴーティマーは、ブレザーを着た途端、周りから大人扱いされるようになる。メルは勉学に励みすぎ、脳の容量が限界に達してしまう。そしてレンジャーは、幼い頃の空想上の友達が現れたため対処に追われる。

### シーズン2パート2
ゴーティマー、メル、レンジャーは、成長に伴って互いの心が離れそうになっていたが、物語の終盤ではかつてないほど関係が親密になっていく。ノーマル･ストリートで彼らの冒険は続く。メルは予定を詰め込みすぎて痛手を受けたり、レンジャーは自分の悩みを放置して他人の問題を抱えたりする。そして、ゴーティマーは、ノーマル･ストリートを去るという最大の試練に向き合う。

## 登場人物
ゴーティマー・ギボン
演 - Sloane Morgan Siegel
主人公3人組の1人にして物語の語り部。まじめで優しく、全体的に優秀な能力をもつ。汗っかきで、そこに触れられるのを恥ずかしがる。
両親は離婚しており母親と弟と暮らしているが、免疫学者として世界中を回る父親とも連絡はとっており、会えるのを楽しみにしている。
メル・フラー
演 - Ashley Boettcher
主人公3人組の1人。勉強が好きで頭脳明晰。生徒会長にも選ばれた。
本名はメロディーだが、誰もそう呼ばない。判事の母と医者の父をもつ。完璧主義者で、仕切りたがる節がある。
レンジャー・ボーエン
演 - Drew Justice
主人公3人組の1人。明るく元気なお調子者。家はパン屋を営んでおり、手伝いをしている。
汚い言葉の代わりに野菜の名前を叫ぶ。